# هانیبال
هانیبال یا حَنْبَعْل (۲۴۷–۱۸۳ پیش از میلاد)؛ سیاست‌مدار، فرماندهٔ نظامی و ژنرال کارتاژی بود که حرکت بزرگ ارتشش از اسپانیا به رم، پس از رد شدن از کوه‌های آلپ، و مصاف وی با ارتشی متشکل از لژیون های رومی و شکست ایشان در کومای بعد از گذشت بیش از دو هزار سال هنوز از بزرگ‌ترین دستاوردهای نظامی تاریخ شمرده می‌شود. وی به تلاش باور نکردنی ، تفکر خارج از چهارچوب و غافلگیر کردن دشمنانش در نا محتمل ترین شرایط معروف بود و بارها جمهوری روم را در هم کوبید .

## زندگی
وقتی هامیلکار، پدر هانیبال می‌خواست برای فتح اسپانیا و جنگ با جمهوری روم حرکت کند، هانیبال که آن زمان یازده ساله (به روایتی نه ساله) بود از او خواست تا او را نیز با خود ببرد، هامیلکار موافقت کرد ولی با این شرط که هانیبال سوگند یاد کند که تا زمانی که زنده است با روم دشمن باشد (به روایتی انتقام کارتاژ را از روم بگیرد). هانیبال این سوگند را در مذبح بَعل یاد کرد و با پدرش به اسپانیا رفت و در سراسر عمرش به این سوگند وفادار ماند.پس از مرگ هامیلکار در اسپانیا، پسرخوانده و دامادش هاسدروبال و پس از او هانیبال فرمانده نظامی کارتاژ شد.

## پیش زمینه و عبور از آلپ
اصحکاک میان جمهوری روم و کارتاژ از دهه ها قبل آغاز شده و طی جنگ اول پونیک رومی ها با سازماندهی بهتر خود موفق شده بودند از این مواجهه پیروزمند بیرون بیایید. طی دوران صلح کارتاژ به پرداخت غرامت ادامه می داد که بخش مهمی از آن توسط معادن نقره اسپانیا و تحت نظارت خاندان بارکا تامین می شد. هامیلکار در این مدت شهری به نام کارتاژونوا (کارتاژ جدید) بنیان گذاشته و اسپانیا را به ملک نیمه خودمختار خاندان بارکا تبدیل کرد تا بتواند جدای از سیاستمدران حسود و ضعیف کارتاژی به طرح بلند پروازانه شکست روم بپردازد. با مرگ هامیلکار تمام برنامه ها بر دوش هانیبال بیست و شش ساله قرار گرفت. وی لشکری مجهز فراهم کرده و به آماده سازی لازم برای شروع جنگ پرداخت. جرقه شروع جنگ چنین خورد که رومی ها طی قرارداد صلح قبول کرده بودند که مناطق جنوب رودخانه آرنو در اسپانیا حوزه نفوذ کارتاژ باشد. اما علی رغم این با شهر ساگونتوم پیمان اتحاد بسته بودند که جنوب این رودخانه قرار داشت. هانیبال پس از آماده سازی لازم به ساگنتوم حمله کرده و رومیان به بهانه یورش به متحدشان به کارتاژ اعلان جنگ کردند. روم دو کنسول خود را از طریق دریا و جنوب فرانسه برای یورش به اسپانیا اعزام کرد. هانیبال به جای ماندن در اسپانیا طرح بلند پروازانه خود برای حمله به خاک اصلی ایتالیا را به اجرا در آورد. علی رغم عدم وجود راه زمینی ، هانیبال لشکر هفتاد هزار نفره خود را به سمت شمال حرکت داده و علاوه بر عبور از رودخانه آرنو ، از کوه های پیرنیز هم عبور کرده و قدم به خاک فرانسه گذاشت. وی با حرکت به سمت شمال وارد قلمرو گول ها شد اما در آنجا با حملات این مردم مواجه شده و تلفات بسیاری داد. رومیان هنگام اطلاع از حرکت هانیبال به شمال طرح وی را غیر قابل اجرا دانسته و یک لشکر کنسولی را به اسپانیا اعزام و لشکر دیگر را به شمال ایتالیا بازگرداندند. آین کارزار در ابتدا توسط شوهر خواهر هانیبال، هاسدروبال زیبا، که در سال ۲۲۹ پیش از میلاد به عنوان یک ژنرال کارتاژی در شبه‌جزیره ایبری منصوب شد، برنامه‌ریزی شده بود.  او این سمت را به مدت هشت سال تا سال ۲۲۱ پیش از میلاد حفظ کرد.به زودی رومیان از اتحاد بین کارتاژ و سلت‌های دره پو در شمال ایتالیا آگاه شدند.وقتی هانیبال به دره پو رسید، حدود ۱۰,۰۰۰ جنگجوی قبیله‌ای سلتی به ارتش او پیوستند.
از مدتی قبل سلت‌ها در حال جمع‌آوری نیرو برای حمله به مناطق جنوبی‌تر در ایتالیا بودند، احتمالاً با حمایت کارتاژ.بنابراین، رومیان به‌طور پیشگیرانه در سال ۲۲۵ پیش از میلاد به منطقه پو حمله کردند.تا سال ۲۲۰ پیش از میلاد، رومیان این منطقه را به‌عنوان گل سیسالپینی ضمیمه کردند. هاسدروبال تقریباً در همان زمان (۲۲۱ پیش از میلاد) ترور شد و این امر باعث شد که هانیبال به‌طور برجسته‌ای مطرح شود.به نظر می‌رسد که رومیان خود را با این تصور غلط آرام کردند که تهدید حمله گالو-کارتاژی را برطرف کرده‌اند و شاید از این که فرمانده اصلی کارتاژی کشته شده بود، احساس امنیت می‌کردند.
هانیبال در اواخر بهار سال ۲۱۸ پیش از میلاد از کارتاجنای اسپانیا (کارتاژ جدید) حرکت کرد. و راه خود را از میان قبایل شمالی به سوی دامنه‌های پیرنه جنگید و با استفاده از تاکتیک‌های هوشمندانه کوهستانی و مبارزات سرسخت، قبایل را تحت سلطه درآورد.او یک نیروی ۲۰,۰۰۰ نفری را برای پادگان‌داری در منطقه تازه تسخیر شده باقی گذاشت. در پیرنه، او ۱۱,۰۰۰ سرباز ایبریایی را که از ترک سرزمین خود بی‌میل بودند، آزاد کرد. گزارش شده است که هانیبال با ۴۰,۰۰۰ سرباز پیاده و ۱۲,۰۰۰ سوار به گُل وارد شد.
هانیبال متوجه بود که هنوز باید از پیرنه، آلپ و رودخانه‌های بزرگ عبور کند. علاوه بر این، باید با مقاومت گُل‌ها، که از قلمرو آن‌ها عبور می‌کرد، مقابله می‌کرد.از بهار سال ۲۱۸ پیش از میلاد، او از پیرنه عبور کرد و با جلب نظر رؤسای گلی در مسیرش، قبل از اینکه رومیان بتوانند اقدامی برای جلوگیری از پیشروی او انجام دهند، توانست تا سپتامبر به رود رون برسد.ارتش هانیبال شامل ۳۸,۰۰۰ پیاده‌نظام، ۸,۰۰۰ سواره‌نظام و ۳۸ فیل بود که تقریباً هیچ‌کدام از این فیل‌ها در شرایط سخت آلپ زنده نماندند.
هانیبال بومیانی را که تلاش می‌کردند مانع عبور او شوند، فریب داد و سپس با دور زدن نیروهای رومی که از ساحل مدیترانه در حال پیشروی بودند، از مسیر داخلی دره رود رون حرکت کرد.مسیر دقیق عبور او از آلپ از آن زمان تاکنون موضوع بحث محققان بوده است (پولیبیوس، که نزدیک‌ترین روایت باستانی به زمان کارزار هانیبال است، گزارش می‌دهد که این مسیر حتی در آن زمان نیز مورد بحث بود).نظریه‌های مدرن تأثیرگذار یا از عبور از دره دروم و گذر از رشته‌کوه اصلی در جنوب بزرگراه مدرن از کل دو مونژنوور حمایت می‌کنند، یا از مسیر شمالی‌تر از دره‌های ایزر و آرک و عبور از رشته‌کوه اصلی در نزدیکی کل دو مون سنی یا گذرگاه لیتل سن برنارد.
شواهد سکه‌شناسی اخیر نشان می‌دهد که ارتش هانیبال از منطقه‌ای عبور کرده که کوه ماترهورن در دید آن بوده است. پاتریک هانت، زمین‌شناس باستان‌شناس دانشگاه استنفورد، استدلال می‌کند که هانیبال از گذرگاه کوهستانی کل دو کلاپیر عبور کرده است.او ادعا می‌کند که کلاپیر بیشترین تطابق را با توصیفات باستانی از مسیر دارد: دید گسترده به ایتالیا، مناطق پوشیده از برف دائمی و یک اردوگاه بزرگ.با این حال، برخی از محققان شک دارند و معتقدند که هانیبال از مسیر آسان‌تر در پتی مون سنیس عبور کرده است.هانت در پاسخ به این نظر، پیشنهاد می‌دهد که راهنمایان سلتی هانیبال عمداً ژنرال کارتاژی را به مسیر اشتباه هدایت کرده‌اند.
به‌تازگی، دبلیو. سی. ماهانی استدلال کرده است که گذرگاه کل دو لا تراورست به توصیفات نویسندگان باستان نزدیک‌تر است.داده‌های باستان‌شناسی بیواستراتیگرافی این نظریه را تقویت کرده‌اند؛ تجزیه‌وتحلیل تالاب‌های زغال‌سنگ نارس در نزدیکی آبراه‌های دو سوی قله گذرگاه نشان داده است که زمین به‌طور گسترده "توسط هزاران، شاید ده‌ها هزار، حیوان و انسان" به هم ریخته شده است و خاک حاوی نشانه‌هایی از سطوح خاصی از باکتری کلستریدیا است که با دستگاه گوارش اسب‌ها و قاطرها مرتبط است.
تاریخ‌گذاری رادیوکربنی، تاریخ ۲۱۶۸ سال پیش یا حدود ۲۱۸ پیش از میلاد، سال عبور هانیبال را نشان داده است. ماهانی و همکارانش نتیجه‌گیری کرده‌اند که این شواهد و سایر مدارک به‌طور قوی از گذرگاه کل دو لا تراورست به‌عنوان "مسیر هانیبالی" حمایت می‌کند، همان‌طور که گاوین دی بیر در سال ۱۹۵۴ استدلال کرده بود.دی بیر یکی از تنها سه مفسری بود که – به‌همراه جان لازنبی و یاکوب زیبرت – از تمامی گذرگاه‌های مرتفع آلپ بازدید کرده و نظری در مورد محتمل‌ترین مسیر ارائه داده بودند.هم دی بیر و هم زیبرت کل دو لا تراورست را به‌عنوان گذرگاهی انتخاب کردند که بیشترین تطابق را با توصیفات باستانی داشت.
پولیبیوس نوشت که هانیبال از مرتفع‌ترین گذرگاه‌های آلپ عبور کرده است: کل دو لا تراورست، بین دره بالایی گیول و رودخانه بالایی پو، مرتفع‌ترین گذرگاه است.لاوه بر این، جنوبی‌ترین گذرگاه نیز هست، همان‌طور که وارو در کتاب De re rustica می‌گوید و تأیید می‌کند که گذرگاه هانیبال مرتفع‌ترین گذرگاه در آلپ غربی و جنوبی‌ترین آنها بوده است.ماهانی و همکارانش استدلال می‌کنند که عواملی که دی بیر برای حمایت از کل دو لا تراورست به کار برد، شامل "سنجش نام‌های باستانی مکان‌ها در مقایسه با مکان‌های مدرن، بررسی دقیق زمان‌های سیل در رودخانه‌های اصلی و مشاهده دوردست دشت‌های پو"، همراه با "شواهد گسترده رادیوکربن، میکروبیولوژیکی و انگلی" از رسوبات آبرفتی در دو سوی گذرگاه، "شواهدی پشتیبان و حتی اثباتی" ارائه می‌دهند که تهاجم هانیبال از این مسیر انجام شده است.اگر هانیبال از کل دو لا تراورست بالا رفته بود، دشت پو از قله گذرگاه به وضوح دیده می‌شد و این موضوع روایت پولیبیوس را تأیید می‌کند.

طبق روایت لیوی، عبور هانیبال با مشکلات عظیمی مواجه بود.هانیبال این مشکلات را با هوشمندی پشت سر گذاشت، مانند زمانی که از سرکه و آتش برای شکستن سنگ‌های سقوط‌کرده استفاده کرد.بر اساس گزارش پولیبیوس، او به همراه ۲۰,۰۰۰ پیاده‌نظام، ۴,۰۰۰ سواره‌نظام و تنها چند فیل وارد ایتالیا شد.حادثه شکستن سنگ با آتش تنها توسط لیوی ذکر شده است؛ پولیبیوس در این مورد ساکت است و هیچ شواهدی از سنگ‌های سوخته در تنها محل ریزش سنگ دو طبقه در آلپ غربی، واقع در زیر کل دو لا تراورست، وجود ندارد (ماهانی، ۲۰۰۸).اگر ارقام پولیبیوس درباره تعداد نیروهایی که هانیبال پس از عبور از رون فرماندهی می‌کرد، درست باشد، این نشان می‌دهد که تقریباً نیمی از نیروهای خود را از دست داده است.مورخان مانند سرژ لنسل در صحت ارقام مربوط به تعداد نیروهای هانیبال هنگام ترک اسپانیا تردید کرده‌اند.به نظر می‌رسد که هانیبال از ابتدا محاسبه کرده بود که باید بدون کمک از اسپانیا عمل کند.
دیدگاه هانیبال در امور نظامی تا حدی از آموزش‌های معلمان یونانی او و تا حدی از تجربیاتی که در کنار پدرش به دست آورده بود، نشأت می‌گرفت و گستره آن بیشتر نواحی دنیای هلنیستی زمان او را در بر می‌گرفت.وسعت دیدگاه او باعث شکل‌گیری استراتژی بزرگش برای فتح روم شد، که به‌جای حمله مستقیم به روم، شامل باز کردن جبهه‌ای در شمال و تسخیر دولت‌شهرهای متحد در شبه‌جزیره بود.ویدادهای تاریخی که به شکست کارتاژ در طول جنگ اول پونی منجر شد، زمانی که پدرش فرمانده ارتش کارتاژ بود، هانیبال را به برنامه‌ریزی برای تهاجم به ایتالیا از طریق خشکی و عبور از آلپ واداشت. این کار شامل بسیج ۶۰,۰۰۰ تا ۱۰۰,۰۰۰ سرباز و آموزش یک گروه از فیل‌های جنگی بود که همه باید در طول مسیر تأمین می‌شدند.تهاجم به ایتالیا از طریق آلپ یک عملیات نظامی بود که دنیای مدیترانه در سال ۲۱۸ پیش از میلاد را به لرزه درآورد و پیامدهای آن برای بیش از دو دهه ادامه داشت.

## نبرد تربیا (218 پیش از میلاد)
حرکت طولانی و پرخطر هانیبال او را به قلمرو روم وارد کرد و تلاش‌های دشمن برای جنگ در سرزمین‌های خارجی را ناکام گذاشت.حضور ناگهانی او در میان گل‌های دره پو، همچنین به او امکان داد که این قبایل را از وفاداری تازه‌شان به رومی‌ها جدا کند، پیش از آنکه رومی‌ها بتوانند اقدامی برای مهار این شورش انجام دهند.پوبلیوس کورنلیوس اسکیپیو کنسولی بود که فرماندهی نیروی رومی را که برای مقابله با هانیبال اعزام شده بود، بر عهده داشت.او همچنین پدر اسکیپیو آفریکانوس بود.
او انتظار نداشت که هانیبال تلاش کند از آلپ عبور کند، زیرا رومی‌ها آماده بودند جنگ را در شبه‌جزیره ایبریا ادامه دهند.با این حال، اسکیپیو با یک نیروی کوچک که هنوز در گل مستقر بود، تلاش کرد تا هانیبال را متوقف کند.او با تصمیم‌گیری سریع و حرکت به‌موقع موفق شد ارتش خود را از راه دریا به ایتالیا منتقل کند تا با هانیبال روبرو شود.نیروهای هانیبال از دره پو عبور کردند و وارد نبرد تیسینوس شدند. در این نبرد، هانیبال با استفاده از برتری سواره‌نظام خود، رومی‌ها را مجبور کرد تا دشت لومباردی را تخلیه کنند.اگرچه این پیروزی کوچک بود، اما گل‌ها و لیگوری‌ها را تشویق کرد که به حمایت از کارتاژ بپیوندند. نیروهای آن‌ها ارتش هانیبال را به حدود ۴۰,۰۰۰ نفر بازگرداندند.اسکیپیو به شدت مجروح شد و زندگی‌اش تنها با شجاعت پسرش که برای نجات پدرش به میدان بازگشت، نجات یافت.اسکیپیو به سمت رود تربیا عقب‌نشینی کرد و در پلچنتیا اردو زد، در حالی که بیشتر ارتش او دست نخورده باقی ماند.
ارتش دیگر کنسولی روم با سرعت به دره پو اعزام شد.حتی پیش از اینکه خبر شکست در تیسینوس به رم برسد، سنا به کنسول تیبریوس سمپرونیوس لونگوس دستور داد تا ارتش خود را از سیسیل بازگرداند و به اسکیپیو بپیوندد تا با هانیبال روبرو شود.هانیبال با مانورهای ماهرانه‌ای توانست مسیر او را قطع کند، زیرا او در جاده مستقیم بین پلچنتیا و آرمینوم قرار داشت؛جاده‌ای که سمپرونیوس باید از آن عبور می‌کرد تا اسکیپیو را تقویت کند. هانیبال سپس کلستیدیوم را تسخیر کرد و از آنجا مقدار زیادی آذوقه برای نیروهایش به دست آورد.اما این دستاورد بدون هزینه نبود، زیرا سمپرونیوس از زیر دید هانیبال فرار کرد و از جناح او عبور کرد و در نزدیکی رود تربیا به هم‌رزمانش در اردوگاه اسکیپیو پیوست.

## نبرد دریاچه تراسیمن (217 پیش از میلاد)
هانیبال نیروهای خود را برای زمستان در میان گل‌ها مستقر کرد، اما حمایت آن‌ها از او کاهش یافته بود.هانیبال که از احتمال سوءقصد از سوی متحدان گل خود می‌ترسید، چندین کلاه‌گیس تهیه کرد که به رنگ‌های مختلف برای افراد با سنین متفاوت رنگ‌آمیزی شده بودند و او دائماً آن‌ها را تغییر می‌داد تا قاتلان احتمالی نتوانند او را بشناسند.در بهار ۲۱۷ پیش از میلاد، هانیبال تصمیم گرفت که پایگاه عملیاتی مطمئن‌تری در جنوب پیدا کند.گنایوس سورویلیوس و گایوس فلامینیوس، کنسول‌های جدید روم، انتظار داشتند که هانیبال به سمت رم پیشروی کند و ارتش‌های خود را برای مسدود کردن مسیرهای شرقی و غربی که هانیبال می‌توانست از آن‌ها استفاده کند، فرستادند.
تنها مسیر جایگزین به سمت مرکز ایتالیا در دهانه رود آرنو قرار داشت، که تقریباً یک باتلاق بزرگ بود و در این فصل به دلیل بارندگی‌های زیاد به طرز غیرمعمولی پر از آب شده بود.هانیبال می‌دانست که این مسیر پر از مشکلات است، اما مطمئن‌ترین و سریع‌ترین راه به سوی مرکز ایتالیا بود.پلیبیوس بیان می‌کند که سربازان هانیبال برای چهار روز و سه شب "از میان سرزمینی که زیر آب بود" عبور کردند و به شدت از خستگی و بی‌خوابی رنج بردند.او بدون مقاومت از آپنین (که در آنجا چشم راست خود را به دلیل التهاب ملتحمه از دست داد) و همچنین از رودخانه آرنو که عبور از آن غیرممکن به نظر می‌رسید، عبور کرد، اما بخش بزرگی از نیروهایش را در زمین‌های باتلاقی آرنو از دست داد.هانیبال در بهار ۲۱۷ پیش از میلاد به اتوریا رسید و تصمیم گرفت که ارتش اصلی روم تحت فرمان فلامینیوس را به یک نبرد کشانده و آن‌ها را درگیر کند.او با تخریب منطقه‌ای که فلامینیوس مأمور محافظت از آن شده بود، سعی کرد او را تحریک کند.همانطور که پلیبیوس روایت می‌کند: "هانیبال حساب کرده بود که اگر از اردوگاه عبور کند و به مناطق بعدی هجوم آورد، فلامینیوس (تا حدی به دلیل ترس از سرزنش عمومی و تا حدی از عصبانیت شخصی) قادر نخواهد بود به صورت منفعل نظاره‌گر ویرانی کشور باشد و خود به طور خودجوش به دنبال او خواهد آمد و فرصت‌هایی برای حمله به او خواهد داد."
همزمان، هانیبال تلاش کرد تا با اثبات ناتوانی فلامینیوس در محافظت از متحدان روم، وفاداری آنان را شکسته و آن‌ها را به شورش تحریک کند. با این حال، فلامینیوس به طور منفعل در اردوگاه خود در آررتیوم باقی ماند.هانیبال با جسارت از جناح چپ فلامینیوس عبور کرد و بدون اینکه توانسته باشد او را تنها با تخریب به نبرد بکشاند، به طور مؤثری فلامینیوس را از روم قطع کرد و اولین حرکت گردش نظامی ثبت‌شده در تاریخ نظامی را اجرا کرد.سپس هانیبال از تپه‌های اتوریا عبور کرد و فلامینیوس را به یک تعقیب عجولانه تحریک کرد.هانیبال او را در گذرگاهی در ساحل دریاچه تراسیمنوس گرفتار کرد.در آنجا، هانیبال ارتش فلامینیوس را یا در آب‌های دریاچه و یا در دامنه‌های مجاور نابود کرد و خود فلامینیوس را نیز کشت (رجوع شود به نبرد دریاچه تراسیمنوس).این بزرگترین کمین بود که رومیان تا آن زمان تجربه کردند، تا زمانی که نبرد کارهه با امپراتوری پارت رخ داد.هانیبال اکنون تنها نیروی میدانی را که می‌توانست پیشروی او به سوی روم را متوقف کند، از بین برده بود.او به این نتیجه رسید که بدون داشتن ماشین‌های محاصره، امیدی به تسخیر پایتخت نخواهد داشت.نابراین تصمیم گرفت از پیروزی خود بهره برده و وارد مرکز و جنوب ایتالیا شود و قیام عمومی علیه قدرت حاکم را تشویق کند.
رومیان کینتوس فابیوس ماکسیموس وروکوسوس را به‌عنوان دیکتاتور خود منصوب کردند.برخلاف سنت‌های نظامی روم، فابیوس استراتژی‌ای را اتخاذ کرد که به نام او مشهور شد: اجتناب از نبردهای مستقیم و باز، در حالی که چندین ارتش رومی را در نزدیکی هانیبال مستقر کرد تا حرکات او را زیر نظر گرفته و محدود کند.هانیبال آپولیا را به ویرانی کشید اما نتوانست فابیوس را به نبرد بکشاند، بنابراین تصمیم گرفت از سامنیوم عبور کرده و به کامپانیا، یکی از غنی‌ترین و حاصل‌خیزترین استان‌های ایتالیا، برود به این امید که این ویرانی‌ها فابیوس را به نبرد وادار کند.فابیوس با دقت مسیر تخریب هانیبال را دنبال کرد، اما همچنان از ورود به جنگ مستقیم خودداری می‌کرد. این استراتژی در میان بسیاری از رومیان محبوب نبود، زیرا آنها این روش را نوعی بزدلی می‌پنداشتند.
هانیبال تصمیم گرفت که اقامت در زمستان در دشت‌های ویران‌شده‌ی کامپانیا عاقلانه نخواهد بود، اما فابیوس او را در آنجا محاصره کرده بود و تمام گذرگاه‌های خروج را مسدود کرده بود.این وضعیت منجر به نبرد شبانه در آگر فالرنوس شد. هانیبال به نیروهایش دستور داد که مشعل‌های شعله‌ور را به شاخ‌های گله گاوها ببندند و آنها را به سوی ارتفاعات نزدیک برانند.برخی از رومیان که ستون‌های متحرک نور را مشاهده کردند، فریب خوردند و تصور کردند که این ارتش کارتاژ است که به سوی ارتفاعات فرار می‌کند.در حالی که آنها در تعقیب این طعمه بودند، هانیبال موفق شد ارتش خود را در سکوت کامل از دشت‌های تاریک و به سوی یک گذرگاه بدون نگهبان حرکت دهد.فابیوس که خود در فاصله نزدیکی قرار داشت، به دلیل احتیاط بیش از حد خود که این بار به ضررش تمام شد، به‌درستی احساس کرد که این یک ترفند است و در جای خود باقی ماند.به این ترتیب، هانیبال توانست با موفقیت و به طور مخفیانه، ارتش خود را به سلامت از محاصره خارج کند.آدریان گولدسورثی این مانور را به عنوان "یک شاهکار فرماندهی نظامی در دوران باستان" توصیف می‌کند که در تقریباً هر روایت تاریخی از جنگ ذکر شده و در راهنمای‌های نظامی بعدی نیز مورد استفاده قرار گرفته است.این ماجرا ضربه سنگینی به حیثیت فابیوس وارد کرد و مدت کوتاهی پس از آن، دوره قدرت دیکتاتوری او به پایان رسید.برای گذراندن زمستان، هانیبال در دشت حاصل‌خیز آپولیا اقامت کرد.

## نبرد معروف کاناعه (کانای) 216 پیش از میلاد
در بهار سال 216 قبل از میلاد، هانیبال ابتکار عمل را به دست گرفت و انبار بزرگ تدارکات در کناعه در دشت آپولیای را تصرف کرد.با تصرف کناعه، هانیبال خود را بین رومی‌ها و منابع حیاتی تدارکاتشان قرار داد.هنگامی که سناى روم انتخابات کنسولی خود را در سال 216 قبل از میلاد از سر گرفت، گایوس ترنتیوس واررو و لوسیوس آمیلیوس پاولوس را به عنوان کنسول‌ها منصوب کردند.در این میان، رومی‌ها امیدوار بودند که از طریق قدرت و تعداد زیاد موفق شوند و ارتش جدیدی با اندازه‌ای بی‌سابقه، که توسط برخی تا 100,000 نفر تخمین زده شد، ولی بیشتر به احتمال زیاد حدود 50,000–80,000 نفر، تشکیل دادند.
رومی‌ها و لژیون‌های متحد تصمیم به رویارویی با هانیبال گرفتند و به سمت آپولیا به حرکت درآمدند.آنها در نهایت هانیبال را در کرانه چپ رودخانه آوفیدوس یافتند و در فاصله 10 کیلومتری (6 مایل) اردو زدند.در این موقعیت، دو ارتش به یک ارتش ترکیب شدند و کنسول‌ها مجبور بودند فرماندهی را به صورت روزانه جابجا کنند.طبق گزارش لیوی، واررو مردی با طبیعت بی‌پروا و متکبر بود و نوبت به او رسید که در روز نبرد فرماندهی کند.این روایت ممکن است به نفع واررو جانبدارانه باشد زیرا منبع اصلی آن، پولیبیوس، از خانواده اشرافی پاولوس بود در حالی که واررو کمتر برجسته بود. برخی از تاریخ‌نگاران پیشنهاد کرده‌اند که اندازه بسیار بزرگ ارتش نیاز به فرماندهی هر دو ژنرال برای هر یک از جناح‌ها را توجیه می‌کند.این نظریه با این واقعیت که پس از زنده ماندن واررو از نبرد، توسط سنا عفو شد، که اگر او تنها فرمانده مقصر بود، غیرعادی به نظر می‌رسد، مورد حمایت قرار می‌گیرد.
هانیبال از اشتیاق رومی‌ها بهره برد و با استفاده از مانور پیچیده ای ، آنها را در دشتی باز از چهار جهت به دام انداخت.این تاکتیک با کاهش منطقه نبرد، برتری عددی رومی‌ها را از بین برد. هانیبال پیاده‌نظام‌های کم‌اعتمادتر خود را در مرکز به صورت نیم‌دایره‌ای که به سمت رومی‌ها منحنی شده بود، چید.قرار دادن آنها در جلوتر از بال‌ها به آنها فضای لازم برای عقب‌نشینی و فریب دادن رومی‌ها به سمت خود را می‌داد، در حالی که سواره‌نظام‌های جناح‌ها با همتایان رومی خود مبارزه می‌کردند.بال‌های هانیبال از سواره‌نظام‌های گالی و نومیدی تشکیل شده بود. لژیون‌های رومی موفق شدند از مرکز ضعیف هانیبال عبور کنند، اما مزدوران لیبیایی در جناح‌ها، که به دلیل حرکت به اطراف آمده بودند، به جناح‌های آنها حمله کردند.حمله سواره‌نظام هانیبال غیرقابل توقف بود.فرمانده اصلی سواره‌نظام هانیبال، ماهربال، سواره‌نظام موبایل نومیدی را در جناح راست رهبری کرد که سواره‌نظام رومی‌های مقابل خود را نابود کرد.سواره‌نظام سنگین ایبری و گالی هانیبال در جناح چپ، به رهبری هنو، سواره‌نظام سنگین رومی‌ها را شکست داد و سپس هر دو سواره‌نظام سنگین کارتاژی و نومیدی به لژیون‌ها از پشت حمله کردند.در نتیجه، ارتش رومی کاملاً محاصره شد و هیچ راه فراری نداشت.
به دلیل این تاکتیک‌های درخشان، هانیبال توانست تمام دشمنان خود را محاصره و نابود کند به جز یک گروه کوچک، با وجود اینکه نیروهایش از نظر تعداد کمتر بودند.بسته به منبع، برآورد می‌شود که 50,000–70,000 رومی کشته یا اسیر شدند.در میان کشته‌شدگان، کنسول رومی لوسیوس آمیلیوس پاولوس، دو کنسول سال پیش، دو کوئستور، 29 نفر از 48 تریبیون نظامی و هشتاد سناتور اضافی بودند.در زمانی که سنای روم متشکل از حداکثر 300 نفر بود، این تعداد 25–30٪ از بدنه حاکمیتی را شامل می‌شود.این مساله باعث می‌شود که این نبرد یکی از فاجعه‌بارترین شکست‌ها در تاریخ روم باستان و یکی از خونین‌ترین نبردها در تمام تاریخ بشر، از نظر تعداد تلفات در یک روز واحد، باشد.
پس از کاناعه ، رومی‌ها بسیار مردد بودند که با هانیبال در نبردهای بزرگ روبه‌رو شوند و به جای آن ترجیح دادند که او را از طریق تحلیل منابع ضعیف کنند، با تکیه بر مزایای خطوط داخلی، تأمین منابع، و نیروی انسانی.به همین دلیل، هانیبال در باقی‌مانده جنگ هیچ نبرد عمده‌ای در ایتالیا نداشت.باور بر این است که امتناع او از بردن جنگ به خود رم به دلیل عدم تعهد کارتاژ به تامین او از نظر مردان، پول، و مواد، به ویژه تجهیزات محاصره، بود.هر چه که دلیل آن بود، این انتخاب باعث شد که ماهربال بگوید: "هانیبال، تو می‌دانی چگونه پیروزی کسب کنی، اما نمی‌دانی چگونه از آن استفاده کنی.به دنبال این پیروزی، بخش‌های زیادی از ایتالیا به دلیل هانیبال پیوستند.همانطور که پولیبیوس اشاره می‌کند، "چقدر شکست کاناعه شدیدتر از شکست‌های قبلی بود، از رفتار متحدان روم قابل مشاهده است؛پیش از آن روز سرنوشت‌ساز، وفاداری آنها پابرجا بود، اکنون به سادگی به دلیل ناامیدی از قدرت رومی‌ها، شروع به تزلزل کرد." در همان سال، شهرهای یونانی در سیسیل به شورش علیه کنترل سیاسی روم ترغیب شدند، در حالی که فیلیپ پنجم، پادشاه مقدونیه، حمایت خود را از هانیبال اعلام کرد و جنگ مقدونی اول علیه روم را آغاز کرد.هانیبال همچنین با هیراپولیس، فرمانروای جدید سیراکوزا، پیمان اتحاد بست.اغلب مطرح می‌شود که اگر هانیبال تقویت‌های مادی مناسب از کارتاژ دریافت کرده بود، ممکن بود با حمله مستقیم به رم موفق شود.در عوض، او مجبور شد به تسخیر دژهایی که هنوز در برابر او مقاومت می‌کردند، قانع شود و تنها رویداد قابل توجه دیگر سال 216 قبل از میلاد، خیانت برخی از قلمروهای ایتالیایی، از جمله کاپوا، دومین شهر بزرگ ایتالیا بود که هانیبال آن را به عنوان پایگاه جدید خود انتخاب کرد.با این حال، تنها چند مورد از شهرهای ایالتی ایتالیایی که او انتظار داشت به عنوان متحد به او بپیوندند، به او خیانت کردند.

## بن بست
جنگ در ایتالیا به بن‌بست استراتژیک رسید.رومی‌ها از استراتژی تحلیل منابع که فابیوس به آنها آموخته بود استفاده کردند و در نهایت متوجه شدند که این تنها روش قابل اجرا برای شکست هانیبال است.فابیوس به دلیل سیاست خود مبنی بر عدم مواجهه با هانیبال در نبردهای بزرگ و استفاده از روش تحلیل منابع، لقب "کونکتاتور" ("تاخیرکننده") را دریافت کرد.رومی‌ها هانیبال را از نبردهای بزرگ محروم کردند و به جای آن ارتش در حال تضعیف او را با چندین ارتش کوچک‌تر مورد حمله قرار دادند تا هم او را خسته کنند و هم نارضایتی در نیروهای او ایجاد کنند.در سال‌های بعد، هانیبال مجبور شد سیاست زمین سوز را دنبال کند و مواد غذایی محلی برای عملیات‌های طولانی و بی‌اثر در سراسر جنوب ایتالیا تأمین کند.اهداف فوری او کاهش یافت و به عملیات‌های کوچک‌تر محدود شد که عمدتاً حول شهرهای کامپانیا متمرکز بود.
نیروهایی که گسیل می شدند عموماً قادر به نگهداری مواضع خود نبودند و نه دولت خانه‌ای او و نه متحد جدیدش، فیلیپ پنجم مقدونی، کمکی برای جبران خسارات او نکردند.بنابراین، وضعیت هانیبال در جنوب ایتالیا به طور فزاینده‌ای دشوار شد و احتمالاً برای تسخیر نهایی رم روز به روز دورتر شد.هانیبال هنوز پیروزی‌های قابل توجهی کسب کرد: در سال 212 قبل از میلاد دو ارتش رومی را به طور کامل نابود کرد و دو کنسول، از جمله مارکوس کلاودیوس مارسلوس مشهور، را در نبردی در سال 208 قبل از میلاد کشت.با این حال، هانیبال به آرامی شروع به از دست دادن زمین کرد—با پشتیبانی ناکافی از متحدان ایتالیایی خود، ترک شده توسط دولت خود، یا به دلیل حسادت یا صرفاً به دلیل اینکه کارتاژ دچار کشیدگی بیش از حد شده بود، و قادر به تطابق با منابع روم نبود.او هرگز نتوانست پیروزی بزرگ دیگری را به دست آورد که بتواند تغییر استراتژیک دائمی ایجاد کند.
اراده سیاسی کارتاژ در الیگارشی حاکم تجلی می‌یافت. در کارتاژ یک سنای کارتاژی وجود داشت، اما قدرت واقعی در دست "شورای 30 اشراف" و هیئت قضات از خانواده‌های حاکم معروف به "صد و چهار" بود.این دو نهاد از خانواده‌های ثروتمند و تجاری کارتاژ بودند.در کارتاژ دو جناح سیاسی فعال بودند: جناح جنگ، که همچنین به نام "بارکیدها" (نام خانوادگی هانیبال) شناخته می‌شد، و جناح صلح به رهبری هانو دوم بزرگ.هانو در رد تقاضای تقویت‌های هانیبال پس از نبرد کاناعه نقش مهمی داشت.
هانیبال جنگ را بدون پشتیبانی کامل الیگارشی کارتاژ آغاز کرد. حمله او به ساگونتوم به الیگارشی این انتخاب را ارائه داد که یا با روم وارد جنگ شوند یا از دست دادن اعتبار در ایبریا. الیگارشی، نه هانیبال، منابع استراتژیک کارتاژ را کنترل می‌کرد.هانیبال به طور مداوم به دنبال تقویت‌هایی از ایبریا یا شمال آفریقا بود.نیروهای هانیبال که در نبردها کشته شده بودند، با مزدوران کم‌تجربه‌تر و کم‌انگیزه‌تر از ایتالیا یا گال جایگزین شدند.منافع تجاری الیگارشی کارتاژ تأمین و تقویت ایبریا را به جای هانیبال در طول کمپین تعیین کرد.

## عقب نشینی در ایتالیا
در مارس 212 قبل از میلاد، هانیبال با یک حمله غافلگیرانه تارنتوم را تصرف کرد، اما نتوانست کنترل بندر آن را به دست آورد.اوضاع به آرامی علیه هانیبال و به نفع روم تغییر می‌کرد.کنسول‌های رومی در سال 212 قبل از میلاد محاصره کاپوا را آغاز کردند.هانیبال به آنها حمله کرد و آنها را مجبور به عقب‌نشینی از کامپانیا کرد. او به لوکانیا حرکت کرد و در نبرد سیلاروس یک ارتش 16,000 نفره رومی را نابود کرد که 15,000 رومی کشته شدند.فرصت دیگری به زودی پیش آمد و یک ارتش 18,000 نفره رومی در اولین نبرد هردونیا توسط هانیبال نابود شد و 16,000 رومی کشته شدند، که به مدت یک سال اپولیا را از رومی‌ها آزاد کرد.کنسول‌های رومی در سال 211 قبل از میلاد محاصره دیگری از کاپوا را آغاز کرده و شهر را تصرف کردند.
تلاش هانیبال برای پایان دادن به محاصره با حمله به خطوط محاصره رومی‌ها شکست خورد. او به سمت رم حرکت کرد تا ارتش‌های رومی را مجبور به عقب‌نشینی کند. او 15,000 سرباز رومی را منحرف کرد، اما محاصره ادامه یافت و کاپوا سقوط کرد.در سال 212 قبل از میلاد، مارسلوس سیراکوزا را فتح کرد و رومی‌ها ارتش کارتاژ را در سیسیل در سال‌های 211–210 قبل از میلاد نابود کردند.در سال 210 قبل از میلاد، رومی‌ها با اتحادیه آتولیایی به منظور مقابله با فیلیپ پنجم مقدونی وارد اتحاد شدند.فیلیپ، که تلاش کرده بود از مشغولیت روم در ایتالیا برای تسخیر ایلیریا بهره‌برداری کند، اکنون خود را از چندین سمت تحت حمله دید و به سرعت توسط روم و متحدان یونانی‌اش تحت تسلط درآمد.
در سال 210 قبل از میلاد، هانیبال دوباره برتری خود را در تاکتیک‌ها با وارد آوردن شکست سنگین به ارتش پروکنسولاری در نبرد هردونیا (مدرن اوردونا) در اپولیا ثابت کرد و در سال 208 قبل از میلاد، نیروهای رومی در حال محاصره لوکری را در نبرد پتلیا نابود کرد.اما با از دست دادن تارنتوم در سال 209 قبل از میلاد و بازپس‌گیری تدریجی سامنیوم و لوکانیا توسط رومی‌ها، تسلط او بر جنوب ایتالیا تقریباً از دست رفته بود.در سال 207 قبل از میلاد، او موفق شد دوباره به اپولیا برگردد، جایی که منتظر بود تا تدابیر لازم برای حرکت مشترک به سوی رم را با برادرش هاسدروبال هماهنگ کند. با شنیدن خبر شکست و مرگ برادرش در نبرد متائوروس، او به کالیابریا بازگشت و در آنجا برای سال‌های بعدی باقی ماند.سر برادرش بریده شده و از ایتالیا عبور کرده و به عنوان پیامی سرد از اراده آهنین جمهوری روم بر فراز نرده‌های کمپ هانیبال پرتاب شد.
ترکیب این رویدادها پایان موفقیت‌های هانیبال در ایتالیا را مشخص کرد.با شکست برادرش ماگو در لیگوریا (205–203 قبل از میلاد) و مذاکرات خود با فیلیپ پنجم، آخرین امید او برای بازپس‌گیری تسلطش در ایتالیا از دست رفت.در سال 203 قبل از میلاد، پس از نزدیک به پانزده سال جنگ در ایتالیا و با کاهش سریع وضعیت نظامی کارتاژ، هانیبال به کارتاژ فراخوانده شد تا دفاع از کشورش در برابر حمله رومی‌ها تحت فرماندهی پیسنیوس افریکنوس را هدایت کند.

## فرجام دومین جنگ پونیک (203 تا 201 پیش از میلاد)

### بازگشت به کارتاژ
در سال 203 قبل از میلاد، هانیبال توسط جناح جنگ در کارتاژ از ایتالیا فراخوانده شد.پس از اینکه گزارشی از سفر خود را به زبان فنیقی و یونانی بر روی لوح‌های برنزی در معبد یونیون لاچینیا در کروتونا حک کرد، به آفریقا بازگشت.ورود او بلافاصله برتری جناح جنگ را دوباره به ارمغان آورد و او را به فرماندهی نیروی ترکیبی از سربازان آفریقایی و مزدورانش از ایتالیا منصوب کردند.در سال 202 قبل از میلاد، هانیبال در یک کنفرانس صلح بی‌ثمر با اسکیپیو آفریکانوس دیدار کرذ. با وجود تحسین متقابل، مذاکرات به دلیل ادعاهای رومی‌ها مبنی بر "ایمان فنیقی" که به نقض پروتکل‌هایی اشاره داشت که جنگ اول پونی را با حمله کارتاژ به ساگونتوم به پایان رسانده بود و حمله کارتاژ به یک ناوگان رومی گرفتار شده، به بن‌بست رسید. اسکیپیو و کارتاژ یک طرح صلح تهیه کرده بودند که توسط رم تأیید شد.شرایط پیمان نسبتاً معتدل بود، اما جنگ برای رومی‌ها طولانی شده بود. کارتاژ می‌توانست سرزمین‌های آفریقایی خود را حفظ کند اما امپراتوری فراساحلی خود را از دست می‌داد. ماسینیسا (Numidia) باید مستقل می‌بود. همچنین، کارتاژ باید ناوگان خود را کاهش داده و غرامت جنگی بپردازد.
ارتاژ سپس اشتباهی بزرگ مرتکب شد. شهروندان خسته از جنگ کارتاژ یک ناوگان رومی گرفتار شده در خلیج تونس را اسیر کردند و آن را از منابع خود خالی کردند، اقدامی که مذاکرات در حال شکست را تشدید کرد.با تقویت شدن توسط هانیبال و منابع، کارتاژی‌ها پیمان را رد کردند و به اعتراضات رومی‌ها پاسخ ندادند. نبرد تعیین‌کننده زاما به زودی دنبال شد. شکست، هاله‌ی شکست‌ناپذیری هانیبال را از بین برد. 

### نبرد زاما (201 پیش از میلاد)
برخلاف اکثر نبردهای جنگ دوم پونی، در زاما رومی‌ها در سواره‌نظام برتری داشتند و کارتاژی‌ها در پیاده‌نظام برتری داشتند. این برتری سواره‌نظام رومی به دلیل خیانت ماسینیسا بود، که پیش‌تر به کارتاژ در ایبریا کمک کرده بود اما در سال 206 قبل از میلاد با وعده زمین به طرف رومی‌ها تغییر طرف داد و به دلیل درگیری‌های شخصی‌اش با سیفاکس، یک متحد کارتاژ. با اینکه هانیبال پیر از خستگی ذهنی و وضعیت سلامتی رو به زوال پس از سال‌ها جنگیدن در ایتالیا رنج می‌برد، کارتاژی‌ها هنوز برتری عددی داشتند و با حضور 80 فیل جنگی تقویت شده بودند.
سواره‌نظام رومی‌ها پیروزی اولیه‌ای کسب کردند و با سرعت، سواره‌نظام کارتاژ را به عقب راندند. رومی‌ها همچنین در محدود کردن کارایی فیل‌های جنگی کارتاژ موفق بودند، با استفاده از تاکتیک‌هایی مانند نواختن ترامپت‌ها برای ترساندن فیل‌ها و هدایت آن‌ها به سمت خطوط کارتاژ.برخی از تاریخ‌نگاران می‌گویند که فیل‌ها سواره‌نظام کارتاژ را به عقب راندند و نه رومی‌ها، در حالی که دیگران پیشنهاد می‌کنند که این در واقع یک عقب‌نشینی تاکتیکی برنامه‌ریزی‌شده توسط هانیبال بود.هر چه که حقیقت باشد، نبرد همچنان نزدیک به هم پیش رفت.در یک نقطه، به نظر می‌رسید که هانیبال در آستانه پیروزی است، اما پیسنیوس توانست نیروهای خود را دوباره سازماندهی کند. سواره‌نظام پیسنیوس، پس از اینکه سواره‌نظام کارتاژ را به عقب راند، به حمله به عقب هانیبال پرداخت. این حمله دو طرفه باعث شد تا آرایش کارتاژی‌ها فرو بپاشد.   
با شکست بزرگ‌ترین فرمانده خود، کارتاژی‌ها چاره‌ای جز تسلیم نداشتند. کارتاژ حدود ۲۰,۰۰۰ سرباز را از دست داد و ۱۵,۰۰۰ نفر دیگر مجروح شدند. در مقابل، رومی‌ها تنها ۲,۵۰۰ تلفات داشتند. آخرین نبرد بزرگ جنگ دوم پونی به کاهش احترام به هانیبال توسط هم‌وطنان کارتاژی او منجر شد. شرایط شکست به‌گونه‌ای بود که کارتاژ دیگر نمی‌توانست برای برتری در مدیترانه بجنگد.

## دوران بعد از جنگ

### پس از صلح با روم
هانیبال هنوز تنها ۴۶ سال داشت که در پایان جنگ دوم پونی در سال ۲۰۱ پیش از میلاد به پایان رسید و به زودی نشان داد که می‌تواند به‌عنوان یک سیاستمدار نیز عمل کند.پس از انعقاد صلحی که کارتاژ را با یک غرامت ده هزار تالنتی مواجه کرد، او به‌عنوان سوفِت (قاضی ارشد) کارتاژ انتخاب شد.پس از اینکه بررسی‌ها تأیید کرد که کارتاژ بدون افزایش مالیات می‌تواند غرامت را بپردازد، هانیبال یک سازمان‌دهی مجدد در مالیات‌های دولتی را برای حذف فساد و بازیابی وجوه اختلاس‌شده آغاز کرد.بزرگ‌ترین ذینفعان این اختلاس‌های مالی، اولیگارش‌های شورای صد و چهار نفره بودند. برای کاهش قدرت اولیگارش‌ها، هانیبال قانونی تصویب کرد که اعضای صد و چهار نفر از طریق انتخابات مستقیم انتخاب شوند، نه با هم‌دستی.او همچنین از حمایت شهروندان برای تغییر دوره‌ی خدمت اعضای صد و چهار نفره از دائمی به یک‌ساله استفاده کرد، به طوری که هیچ‌کس نمی‌توانست "دو سال پیاپی در سمت خود باقی بماند.

### پس از تبعید
هفت سال پس از پیروزی زاما، رومیان که از شکوفایی دوباره کارتاژ نگران و مشکوک بودند که هانیبال با آنتیوخوس سوم از امپراتوری سلوکیان در ارتباط بوده است، هیئتی به کارتاژ فرستادند و ادعا کردند که هانیبال به دشمن روم کمک می‌کند.آگاه از اینکه دشمنان زیادی دارد، از جمله به دلیل اصلاحات مالی‌اش که فساد را از بین برده بود، هانیبال قبل از اینکه رومیان بتوانند از کارتاژ بخواهند او را به آن‌ها تسلیم کنند، به طور داوطلبانه به تبعید گریخت.
در ابتدا هانیبال به شهر صور، شهر مادر کارتاژ، سفر کرد و سپس به انطاکیه رفت و در نهایت به افسوس رسید، جایی که با احترام توسط آنتیوخوس استقبال شد.لیوی بیان می‌کند که پادشاه سلوکی با هانیبال در مورد مسائل استراتژیک جنگ با روم مشورت کرد.بر اساس گفته سیسرون، هنگامی که هانیبال در دربار آنتیوخوس بود، در یک سخنرانی توسط فرمیو، یک فیلسوف، شرکت کرد که موضوعات زیادی را پوشش داد.وقتی فرمیو درباره وظایف یک فرمانده نظامی سخنرانی خود را به پایان رساند، از هانیبال نظرش را پرسیدند.او پاسخ داد: "در طول عمرم افراد مسن احمق زیادی دیده‌ام؛ اما این یکی از همه پیشی گرفته است."  
در داستان دیگری که آولوس گلیوس نقل می‌کند، بعد از اینکه آنتیوخوس سوم ارتش عظیم و مجهز خود را به هانیبال نشان داد که برای حمله به یونان ایجاد کرده بود، از او پرسید که آیا این ارتش برای جمهوری روم کافی است؟ هانیبال پاسخ داد: "فکر می‌کنم همه این‌ها برای رومیان کافی خواهد بود، بله، کاملاً کافی، اما برای طمع آنها نه."
در تابستان سال 193 پیش از میلاد، تنش‌ها بین سلوکی‌ها و روم شدت گرفت. آنتیوخوس به طور ضمنی از طرح‌های هانیبال برای راه‌اندازی یک کودتای ضد رومی در کارتاژ حمایت کرد، اما این طرح‌ها به نتیجه نرسید. هانیبال همچنین پیشنهاد داد که یک ناوگان تجهیز شده و نیرویی در جنوب ایتالیا پیاده شود، و خود او فرماندهی این عملیات را بر عهده بگیرد. در سال 190 پیش از میلاد، پس از شکست‌های متعددی که آنتیوخوس در جنگ روم-سلوکی متحمل شد، او برای نخستین بار فرماندهی مهمی به هانیبال سپرد، پس از پنج سال حضور هانیبال در دربار سلوکی. هانیبال مأمور شد تا از پایه یک ناوگان در کیلیکیه ایجاد کند. اگرچه مناطقی مانند صور و صیدا در فینیقیه دارای مواد اولیه لازم، تخصص فنی، و نیروی انسانی مجرب بودند، ساخت این ناوگان به دلیل کمبودهای جنگی بیشتر از حد انتظار طول کشید.
در ژوئیه 190 پیش از میلاد، هانیبال دستور داد که ناوگان او از بندر سلوکیه پیرئا به سمت سواحل جنوب آسیای صغیر حرکت کنند تا به بقیه نیروی دریایی سلوکی در افسوس بپیوندند. ماه بعد، ناوگان هانیبال در نبرد سید با ناوگان رودی‌ها درگیر شد. کشتی‌های سریع‌تر رودی توانستند نیمی از ناوگان جنگی هانیبال را با مانور «دیکپلوس» به شدت آسیب بزنند و او را مجبور به عقب‌نشینی کنند.
هرچند هانیبال بخش عمده‌ای از ناوگان خود را حفظ کرد، اما به دلیل نیاز کشتی‌هایش به تعمیرات طولانی، او قادر به پیوستن به ناوگان پولیکسِنیداس در افسوس نبود. نبرد بعدی در میونِسوس به پیروزی رومی‌ها و رودی‌ها انجامید که کنترل آنها بر دریای اژه را مستحکم کرد و به آنها اجازه داد که به آسیای صغیر سلوکی حمله کنند. دو ارتش در نبرد مگنِسیا در شمال شرقی مگنِسیا آد سیپیلم به مصاف هم رفتند. این نبرد به پیروزی قاطع رومی-پرگامنی انجامید.
در ژانویه 189 پیش از میلاد، آنتیوخوس با امضای آتش‌بس در سارد متعهد شد که تمامی ادعاهای خود بر سرزمین‌های غرب کوه‌های توروس را رها کند، جریمه سنگینی بپردازد، و هانیبال و دیگر دشمنان برجسته روم از میان متحدانش را تسلیم کند. طبق گفته‌های استرابو و پلوتارک، هانیبال همچنین در دربار سلطنتی آرتاکسیاس اول، پادشاه ارمنستان، مورد مهمان‌نوازی قرار گرفت. این نویسندگان داستانی از چگونگی برنامه‌ریزی و نظارت هانیبال بر ساخت پایتخت جدید سلطنتی آرتاکساتا را نیز اضافه می‌کنند که احتمالاً افسانه‌ای است.
با این‌ حال، هنگامی که هانیبال متوجه شد که آنتیوخوس احتمالاً قصد دارد او را به رومی‌ها تسلیم کند، به کرت گریخت. اما او به زودی به آناتولی بازگشت و به پروسیاس اول، پادشاه بیتینیه، پناه برد که در جنگ با اومِنِس دوم، متحد روم و پادشاه پرگامون، درگیر بود. هانیبال در این جنگ به پروسیاس خدمت کرد. در جریان یکی از پیروزی‌های دریایی که او بر اومِنِس به دست آورد، دستور داد که دیگ‌های بزرگی پر از مارهای سمی بر روی کشتی‌های اومِنِس پرتاب کنند. هانیبال همچنین موفق شد در دو نبرد زمینی دیگر نیز اومِنِس را شکست دهد.

### مرگ (183 پیش از میلاد)
در این مرحله، رومی‌ها وارد عمل شدند و بیتینیه را تهدید کردند تا هانیبال را تسلیم کند. پروسیاس با این درخواست موافقت کرد، اما هانیبال مصمم بود که به دست دشمنانش نیفتد. سال و علت دقیق مرگ هانیبال به طور قطع مشخص نیست. پاوسانیاس می‌نویسد که مرگ هانیبال پس از زخمی شدن انگشتش توسط شمشیر خود هنگام سوار شدن بر اسب رخ داد، که این زخم باعث تب و سپس مرگ او در سه روز بعد شد. 
با این حال، کورنلیوس نپوس و لیوی روایتی متفاوت نقل می‌کنند. آنها می‌گویند که پس از کشف اینکه هانیبال در بیتینیه است، تیتوس کوینکتیوس فلامینینوس، کنسول سابق روم، به عنوان سفیر به بیتینیه رفت تا از پادشاه پروسیاس تسلیم او را درخواست کند. هانیبال، پس از اینکه فهمید قلعه‌ای که در آن زندگی می‌کرده توسط سربازان رومی محاصره شده و راه فراری ندارد، تصمیم گرفت سم بخورد. آپیان نیز نوشته که این پروسیاس بود که هانیبال را مسموم کرد.
پلینیوس بزرگ و پلوتارک در زندگی‌نامه فلامینینوس اشاره کرده‌اند که مقبره هانیبال در لیبیسا، در ساحل دریای مرمره، قرار داشته است. به گفته برخی، لیبیسا در نزدیکی شهر گبزه، بین بورسا و اسکودار قرار دارد. هانیبال در نامه‌ای پیش از مرگش می‌گوید: "بگذارید رومی‌ها را از نگرانی‌ای که برای مدت طولانی تحمل کرده‌اند خلاص کنیم، چون به نظر می‌رسد که صبرشان را برای مرگ یک پیرمرد از دست داده‌اند."
آپپیان همچنین از پیشگویی‌ای درباره مرگ هانیبال می‌نویسد که می‌گفت: "زمین لیبیسا هانیبال را خواهد پوشاند." این پیشگویی باعث شده بود هانیبال فکر کند که در لیبی خواهد مرد، اما در نهایت، در لیبیسای بیتینیه جان باخت.
در آنال‌های خود، تیتوس پومپونیوس آتیکوس گزارش می‌دهد که مرگ هانیبال در سال ۱۸۳ پیش از میلاد رخ داده و لیوی نیز تلویحاً همین سال را بیان کرده است. پولیبیوس که نزدیک‌ترین مورخ به این رویداد بود، سال ۱۸۲ پیش از میلاد را ذکر کرده، و سولپیکیوس بلیتو مرگ هانیبال را در سال ۱۸۱ پیش از میلاد ثبت کرده است.

## نگارخانه

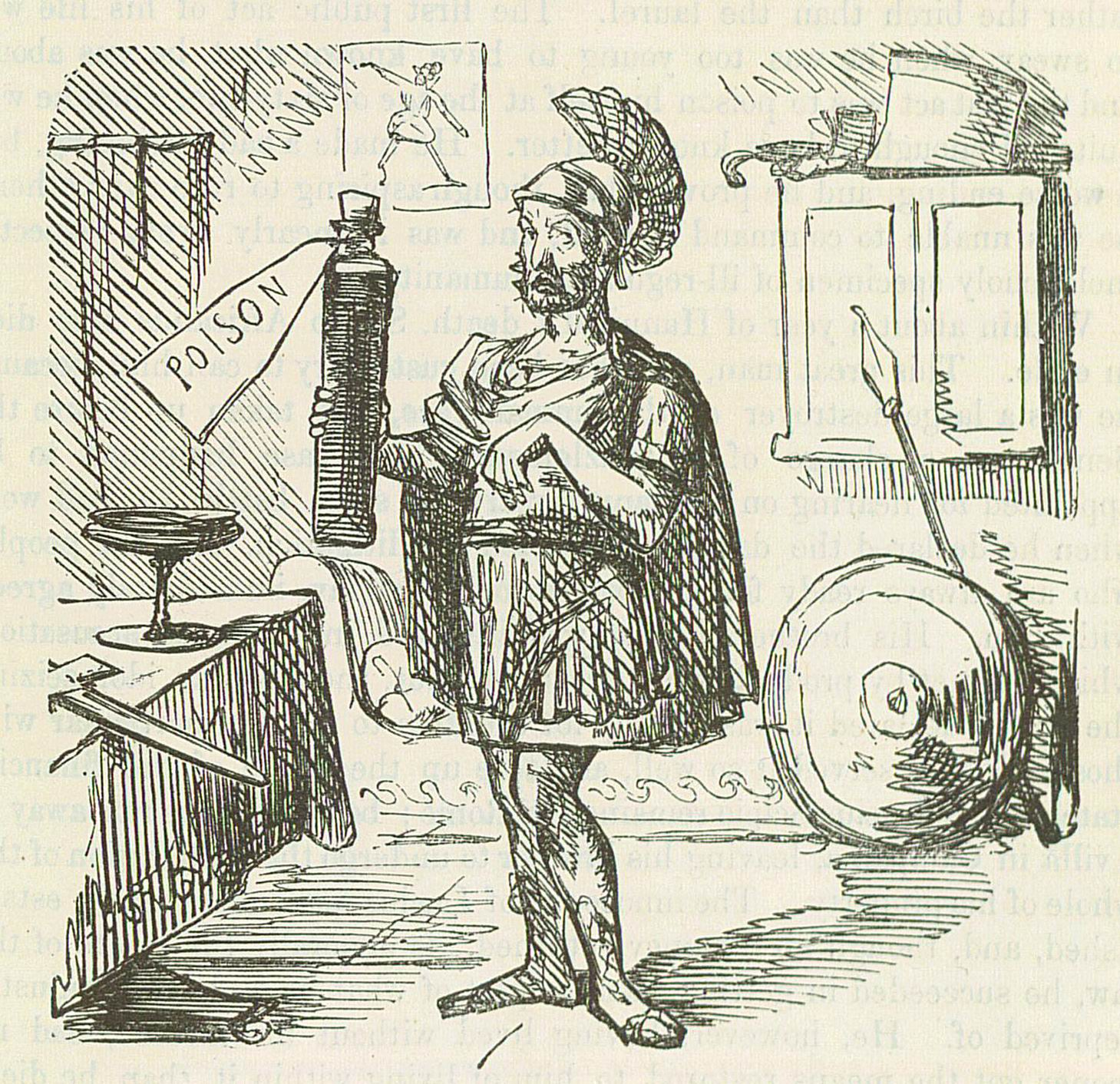
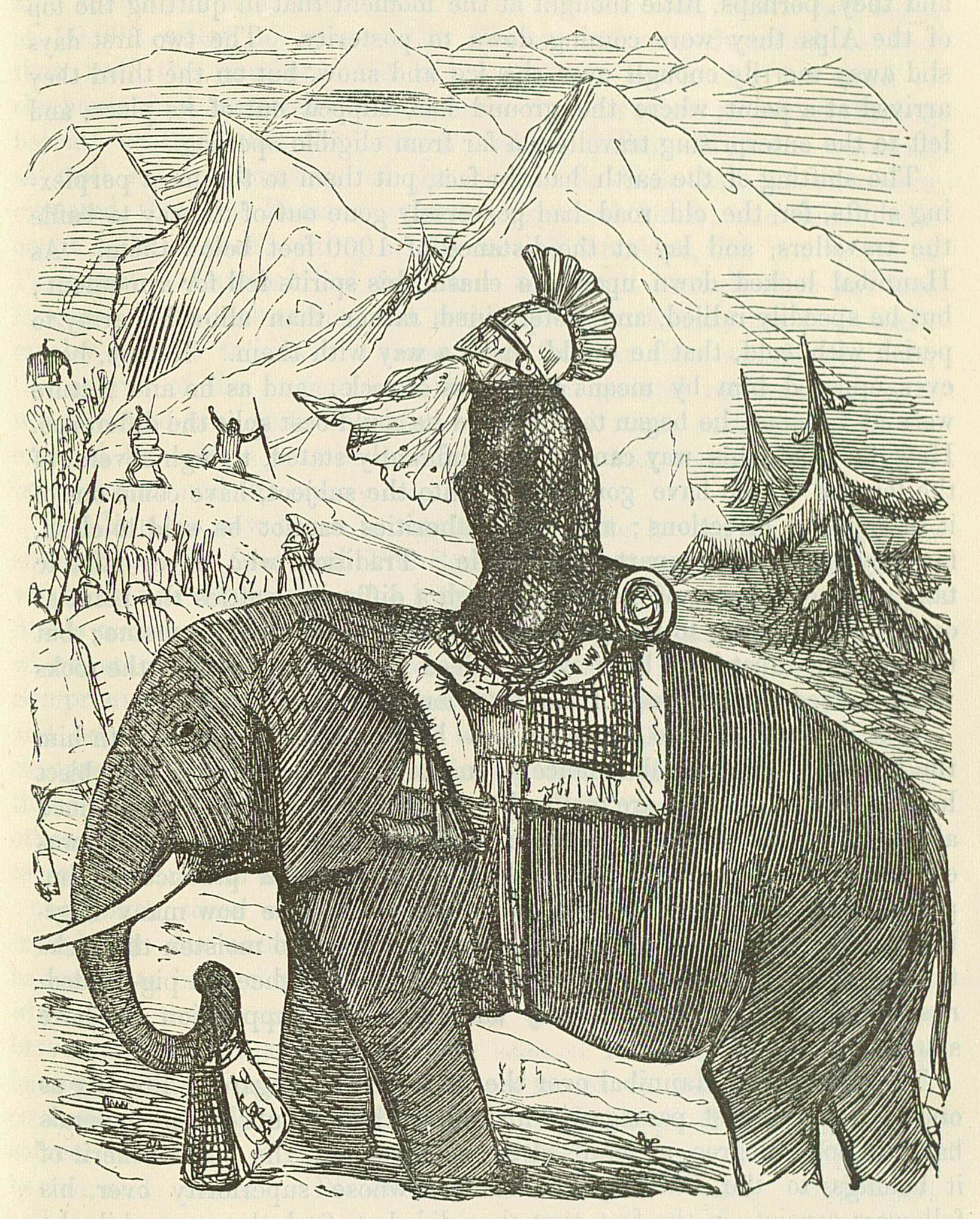
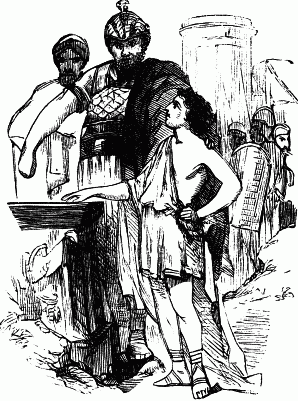
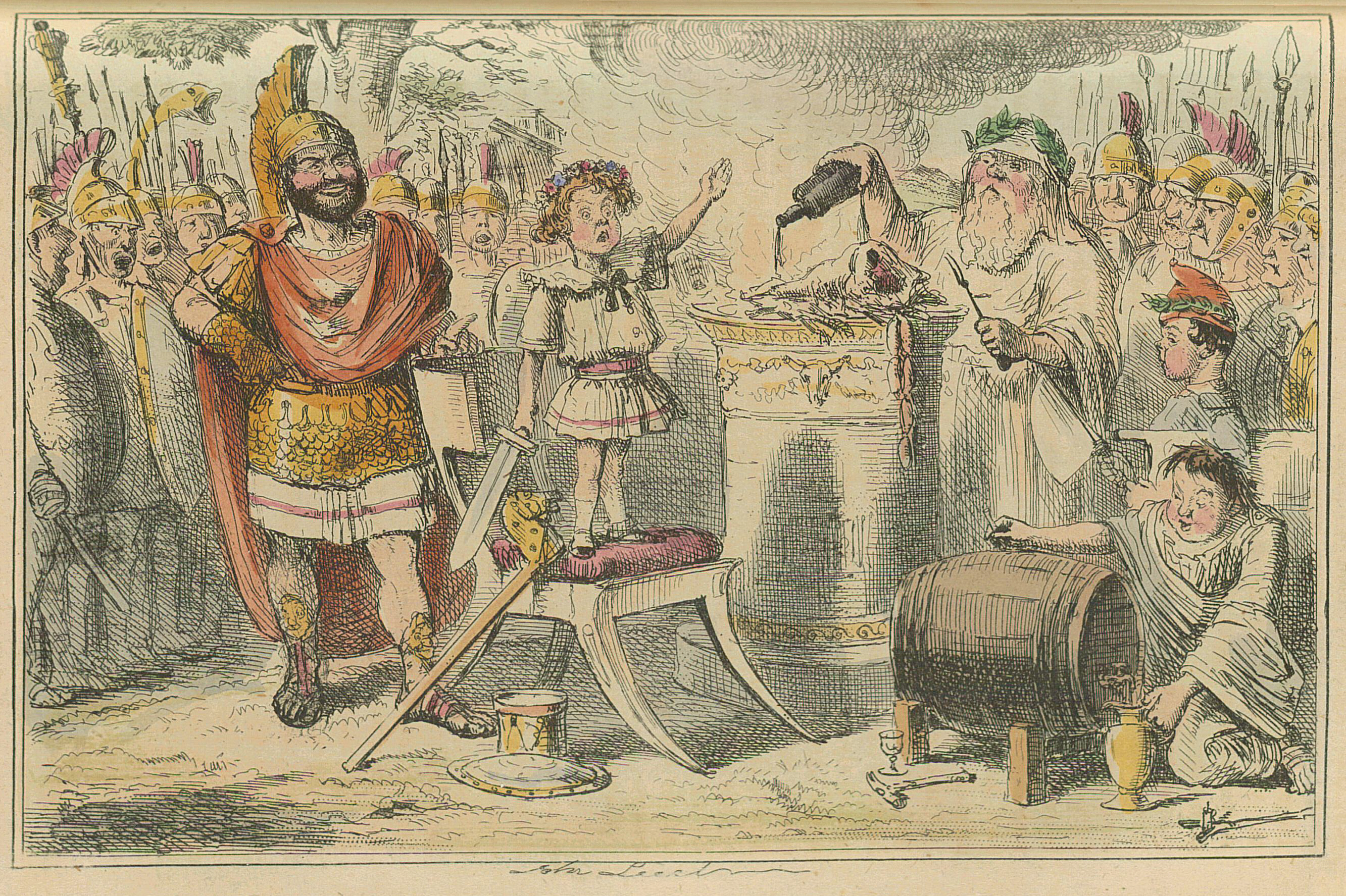
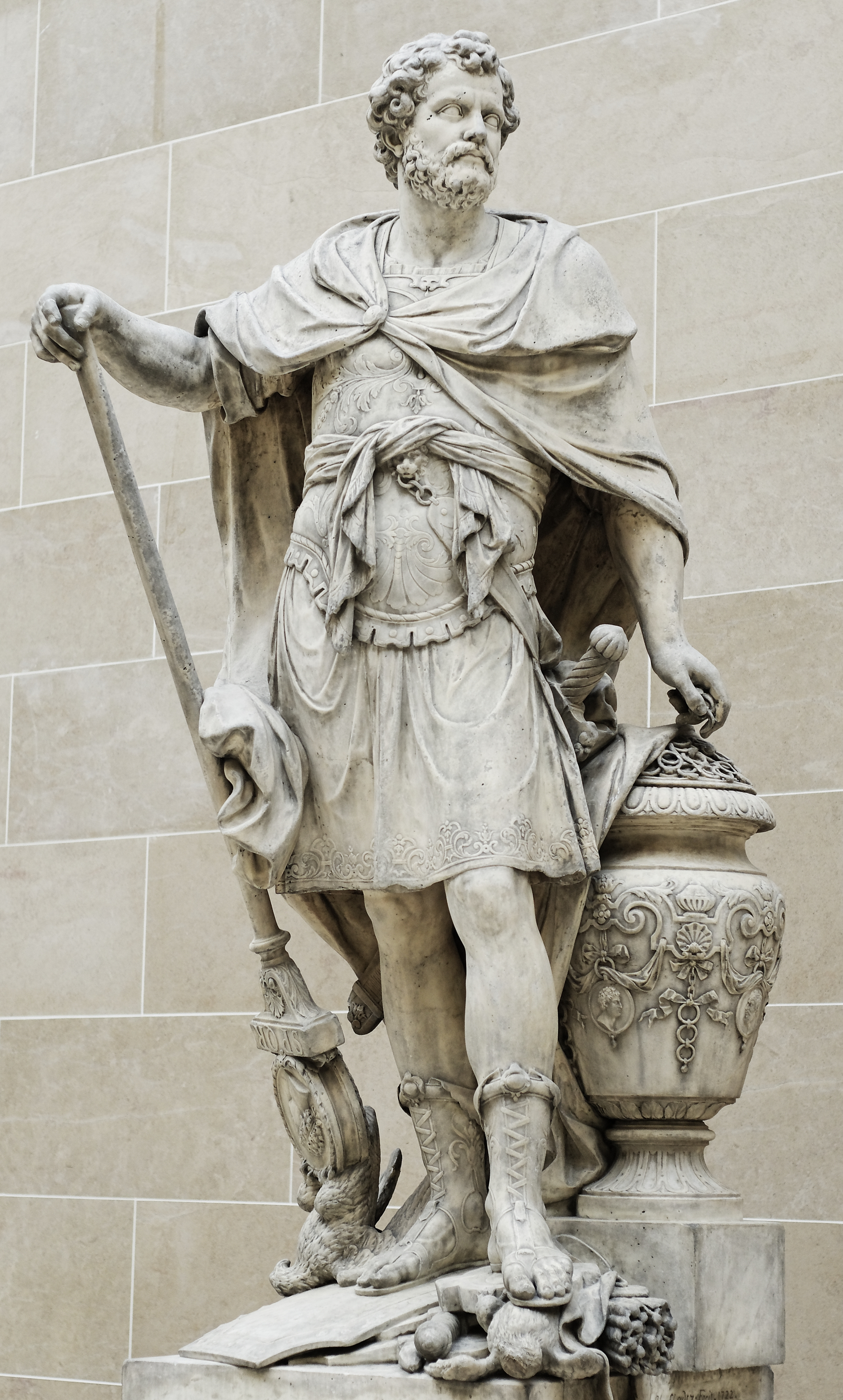
مجسمه هانیبال در لوور